# Толман
„Толман Моторспорт“ е бивш британски тим от Формула 1, създаден от британеца Тед Толман.
Толман основава „Толман Моторспорт“ през 70-те години. След няколко години в по-малки серии през 1980 г. отборът влиза във Формула 1. В началото конструктор е прочутият Рори Бърни, но колата няма големи успехи, заради липсата на голям бюджет. През 1983 година нещата се променят, като производителят на бяла техника Candy става основен спонсор, заедно с немската компания „Магерус“. Дерек Уорик печели първите точки за отбора в състезанието за Голямата награда на Холандия.
През 1984 г. своя дебют във формула 1 с екипа на Толман прави Айртон Сена. 1984 г. е и най-успешният сезон за тима, като на края в класирането той е на седмо място със 16 точки. През май 1985 г. тимът е закупен от Бенетон. Към 2024 г. оперира под името „Алпин“.